# Urbanus Rhegius
Urbanus Henricus Rhegius ou Urbain Rieger, ou encore Urbanus Regius, né en mai 1489 à Langenargen et décédé le 23 mai 1541, à Celle, était un réformateur qui, de manière assez exceptionnelle, a été actif à la fois dans le nord et le sud de l'Allemagne afin de promouvoir l'unité du luthéranisme au sein du Saint-Empire romain germanique.

## Biographie
Urbanus est le fils de Konrad Rieger, un prêtre. Il a fait ses premières études à Lindau puis a étudié à Fribourg en Brisgau, Ingolstadt, Tübingen et à Bâle, avec Johannes Eck. En 1519, il fut ordonné prêtre à Constance, et, en 1520, il devint prédicateur à la cathédrale d'Augsbourg.
Si, peu après son entrée en fonction, il annonce encore en chaire la bulle papale Exsurge Domine contre Martin Luther en toute bonne conscience, il entre ensuite rapidement en conflit avec les autorités ecclésiastiques à propos de la vente des indulgences dont il est extrêmement critique. Il est chassé de la prêtrise en 1521, après avoir écrit une lettre pour défendre Luther dans laquelle il a clairement exposé ses positions anti-romaines. Il travaille ensuite un certain temps comme aumônier à Hall en Tyrol et revient en 1524 à Augsbourg en tant que ministre protestant.
Au cours des années suivantes, Rhegius écrit, entre autres, un traité contre le réformateur Andreas Karlstadt et le traité contre le servage, cité en exemple par Luther pendant la guerre des paysans allemands. Dans le conflit entre Luther et Zwingli à propos des de sacrements, il chercha une médiation et participa à la Diète d'Augsbourg en 1530 et à la rédaction de la Confessio Augustana.
Heure de Lunebourg
En 1530 Rhegius accepte une invitation du duc Ernest Ier de Brunswick-Lunebourg à Celle, où il se consacre à titre de surintendant de l'éducation des pasteurs et surtout à l'écriture des manuels scolaires, ainsi qu'à des tournées d'inspection dans l'église. En outre, il a contribué de manière significative à la percée de la Réforme à Hanovre.
En 1525, Urbanus Rhegius s'était marié à Anna Weissbrugger d'Augsbourg qui lui donna quatre fils et huit filles. Un treizième enfant, dont le sexe est inconnu, est né après sa mort et n'a pas vécu.

## Influence
Par sa correspondance, ses échanges de rapports écrits, ainsi que par des rencontres personnelles avec d'autres réformateurs, comme lors du colloque de Haguenau, Urbanus Rhegius a été influent à son époque bien au-delà des régions où il travaillait. Entre autres, il a pris position contre les anabaptistes de Münster et a pris la défense des juifs de Brunswick en 1540.
Rhegius était en contact direct avec le premier maire de Hanovre après la Réforme Anton von Berckhusen, et en même temps diacre à la Marktkirche de Hanovre. En 1536, alors qu'il était surintendant de Celle, il avait élaboré une discipline ecclésiastique protestante pour Hanovre. Il est donc l'un des pères fondateurs de l'Église protestante luthérienne de Hanovre.

## Œuvres (sélection)
- Nova doctrina, (nouvelle doctrine) 1526
- Die new leer sambt jrer Verlegung, 1527
- Seelenarznei, 1529
- Formulae quadam, 1535
- Dialogus von der schönen Predigt, 1536

## Biographies
- Dietmar Lamprecht: Urbanus Rhegius: der vergessene Réformateur der lande de lunebourg ; eine erinnerung meurent.  Missionsbuchhandlung, Hermannsburg 1980.  (ISBN 3875460243)
- Prof. Eduard Hindelang (Hrsg.), Walter König: Der Réformateur Urbanus Rhegius - Chronik einer Familie zwischen Langenargen und Finkenwerder.  (ISBN 300019682X)
- Jens Schmidt-Clausen: RhegiusS (Rieger), Urbanus, in: Dirk Böttcher, Klaus Mlynek, Waldemar R. Röhrbein, Hugo Thielen (Hrsg.): Hannoversches Biographisches Lexikon. Von den Anfängen bis in die Gegenwart. Schlütersche Verlagsgesellschaft, Hannover 2002,  (ISBN 3-87706-706-9), S. 269; teilweise online über Google-Bücher
- Jens Schmidt-Clausen: Rhegius (Rieger), Urbanus, in: In: Klaus Mlynek, Dirk Böttcher (Hrsg.): Stadtlexikon Hannover. Von den Anfängen bis in die Gegenwart. Schlütersche Verlagsgesellschaft, Hannover 2009,  (ISBN 978-3-89993-662-9), S. 521.
- Matthias Blazek: Eine Säule des Luthertums – Predigersohn Urbanus Rhegius brachte Reformation nach Celle. Sachsenspiegel 52, Cellesche Zeitung vom 31. Dezember 2016